# Damian Lillard
Damian Lamonte Ollie Lillard Sr. (Oakland, 1990. július 15. –), becenevén Dame Time, amerikai kosárlabdázó, a Portland Trail Blazers játékosa a National Basketball Associationben (NBA). A Weber State Wildcats csapatában játszott egyetemen, 2012-ben All-American csapatba választották. Miután a Trail Blazers a hatodik helyen választotta a 2012-es NBA-drafton, Lillard az év újonca lett. Nyolcszoros NBA All Star, amely elismerésekből hetet a Portland színeiben kapott meg, amivel egyike annak a két játékosnak a Trail Blazers történetében, akinek ez sikerült, a másik Clyde Drexler.
Lillard ezek mellett Dame D.O.L.L.A. néven készít zenét, négy stúdióalbuma jelent meg eddig, a The Letter O (2016), a Confirmed (2017), a Big D.O.L.L.A. (2019) és a Different on Levels the Lord Allowed (2021).

## Statisztikák
A Basketball Reference adatai alapján.

### Egyetem
| Év        | Csapat      | JM  | KM | JP/M | MG%  | 3P%  | BD%  | LP/M | GP/M | L/M | B/M | P/M  |
| --------- | ----------- | --- | -- | ---- | ---- | ---- | ---- | ---- | ---- | --- | --- | ---- |
| 2008–2009 | Weber State | 31  | 26 | 29.4 | .434 | .374 | .841 | 3.9  | 2.9  | 1.1 | .2  | 11.5 |
| 2009–2010 | Weber State | 31  | 31 | 34.3 | .431 | .393 | .853 | 4.0  | 3.6  | 1.1 | .1  | 19.9 |
| 2010–2011 | Weber State | 10  | 9  | 28.5 | .438 | .345 | .857 | 3.8  | 3.3  | 1.4 | .2  | 17.7 |
| 2011–2012 | Weber State | 32  | 32 | 34.5 | .467 | .409 | .887 | 5.0  | 4.0  | 1.5 | .2  | 24.5 |
| Karrier:  | Karrier:    | 104 | 98 | 32.3 | .446 | .390 | .867 | 4.3  | 3.5  | 1.2 | .2  | 18.6 |

### NBA

#### Alapszakasz
| Év        | Csapat                 | JM  | KM  | JP/M  | MG%  | 3P%  | BD%   | LP/M | GP/M | L/M | B/M | P/M  |
| --------- | ---------------------- | --- | --- | ----- | ---- | ---- | ----- | ---- | ---- | --- | --- | ---- |
| 2012–2013 | Portland Trail Blazers | 82  | 82  | 38.6  | .429 | .368 | .844  | 3.1  | 6.5  | .9  | .2  | 19.0 |
| 2013–2014 | Portland Trail Blazers | 82  | 82  | 35.8  | .424 | .394 | .871  | 3.5  | 5.6  | .8  | .3  | 20.7 |
| 2014–2015 | Portland Trail Blazers | 82  | 82  | 35.7  | .434 | .343 | .864  | 4.6  | 6.2  | 1.2 | .3  | 21.0 |
| 2015–2016 | Portland Trail Blazers | 75  | 75  | 35.7  | .419 | .375 | .892  | 4.0  | 6.8  | .9  | .4  | 25.1 |
| 2016–2017 | Portland Trail Blazers | 75  | 75  | 35.9  | .444 | .370 | .895  | 4.9  | 5.9  | .9  | .3  | 27.0 |
| 2017–2018 | Portland Trail Blazers | 73  | 73  | 36.6  | .439 | .361 | .916  | 4.5  | 6.6  | 1.1 | .4  | 26.9 |
| 2018–2019 | Portland Trail Blazers | 80  | 80  | 35.5  | .444 | .369 | .912  | 4.6  | 6.9  | 1.1 | .4  | 25.8 |
| 2019–2020 | Portland Trail Blazers | 66  | 66  | 37.5* | .463 | .401 | .888  | 4.3  | 8.0  | 1.1 | .3  | 30.0 |
| 2020–2021 | Portland Trail Blazers | 67  | 67  | 35.8  | .451 | .391 | .928  | 4.2  | 7.5  | .9  | .3  | 28.8 |
| 2021–2022 | Portland Trail Blazers | 29  | 29  | 36.4  | .402 | .324 | .878  | 4.1  | 7.3  | .6  | .4  | 24.0 |
| 2022–2023 | Portland Trail Blazers | 58  | 58  | 36.3  | .463 | .371 | .914  | 4.8  | 7.3  | .9  | .3  | 32.2 |
| 2023–2024 | Milwaukee Bucks        | 73  | 73  | 35.3  | .424 | .354 | .920  | 4.4  | 7.0  | 1.0 | .2  | 24.3 |
| 2024–2025 | Milwaukee Bucks        | 58  | 58  | 36.1  | .448 | .376 | .921  | 4.7  | 7.1  | 1.2 | .2  | 24.9 |
| Karrier:  | Karrier:               | 900 | 900 | 36.2  | .439 | .371 | .899  | 4.3  | 6.7  | 1.0 | .3  | 25.1 |
| All-Star: | All-Star:              | 8   | 1   | 19.2  | .476 | .437 | 1.000 | 2.9  | 2.9  | 1.0 | .0  | 20.6 |

#### Play-in
| Év       | Csapat                 | JM | KM | JP/M | MG%  | 3P%  | BD%   | LP/M | GP/M | L/M | B/M | P/M  |
| -------- | ---------------------- | -- | -- | ---- | ---- | ---- | ----- | ---- | ---- | --- | --- | ---- |
| 2020     | Portland Trail Blazers | 1  | 1  | 44.9 | .400 | .357 | 1.000 | 2.0  | 10.0 | 1.0 | .0  | 31.0 |
| Karrier: | Karrier:               | 1  | 1  | 44.9 | .400 | .357 | 1.000 | 2.0  | 10.0 | 1.0 | .0  | 31.0 |

#### Rájátszás
| Év       | Csapat                 | JM | KM | JP/M | MG%  | 3P%  | BD%  | LP/M | GP/M | L/M | B/M | P/M  |
| -------- | ---------------------- | -- | -- | ---- | ---- | ---- | ---- | ---- | ---- | --- | --- | ---- |
| 2014     | Portland Trail Blazers | 11 | 11 | 42.4 | .439 | .386 | .894 | 5.1  | 6.5  | 1.0 | .1  | 22.9 |
| 2015     | Portland Trail Blazers | 5  | 5  | 40.2 | .406 | .161 | .781 | 4.0  | 4.6  | .4  | .6  | 21.6 |
| 2016     | Portland Trail Blazers | 11 | 11 | 39.7 | .368 | .393 | .910 | 4.3  | 6.3  | 1.3 | .3  | 26.5 |
| 2017     | Portland Trail Blazers | 4  | 4  | 37.8 | .433 | .281 | .960 | 4.5  | 3.3  | 1.3 | .5  | 27.8 |
| 2018     | Portland Trail Blazers | 4  | 4  | 40.5 | .352 | .300 | .882 | 4.5  | 4.8  | 1.3 | .0  | 18.5 |
| 2019     | Portland Trail Blazers | 16 | 16 | 40.6 | .418 | .373 | .833 | 4.8  | 6.6  | 1.7 | .3  | 26.9 |
| 2020     | Portland Trail Blazers | 4  | 4  | 35.8 | .406 | .394 | .970 | 3.5  | 4.3  | .5  | .3  | 24.3 |
| 2021     | Portland Trail Blazers | 6  | 6  | 41.3 | .463 | .449 | .940 | 4.3  | 10.2 | 1.0 | 0.7 | 34.3 |
| 2024     | Milwaukee Bucks        | 4  | 4  | 39.1 | .420 | .417 | .974 | 3.3  | 5.0  | 1.0 | .0  | 31.3 |
| 2025     | Milwaukee Bucks        | 3  | 3  | 25,0 | .222 | .188 | .857 | 2.7  | 4.7  | .7  | .7  | 7.0  |
| Karrier: | Karrier:               | 68 | 68 | 39.5 | .409 | .368 | .893 | 4.4  | 6.1  | 1.1 | .3  | 25.2 |

## Magánélete
Lillard mezszáma 0, amely az O betű jelentőségét képviseli a játékos életében: Oakland, Ogden és Oregon. Lillard keresztény, karján van egy tetoválása a Zsoltárok könyvéből (37:1–3). 2015 májusában fejezte be tanulmányait a Weber State Egyetemen. Két testvére van, LaNae a Lakeridge Középiskolába járt, míg Houston az Indoor Football League-ben játszik quarterback poszton.
A 2020–21-es szezonban csapattársak lettek unokatestvérével, Keljin Blevinsszel.
2018. március 29-én Lillardnak megszületett első gyermeke, Damian Jr. Portland gazdag, West Linn külvárosi területén lakik családjával. Lillard felállította a RESPECT Programot, amely középiskolai gyerekeket segít a városban.
2012-ben egy sokéves szerződést írt alá az Adidasszal. 2014-ben pedig új szerződést kötöttek, amely 10 év alatt akár 100 millió dollár bevételt is jelenthet az irányítónak. Saját cipője is jelent meg a céggel, Adidas Dame néven. 2017-ben Lillard aláírt a Powerade-del. Ezek mellett szerződés alatt áll a következő cégekkel: Spalding, Panini, Foot Locker, JBL, Biofreeze, Moda Health. 2019-ben egyike volt azon NBA-játékosoknak, akik szerződést kötöttek a Huluval, hogy népszerűsítse a szolgáltatót.
2020-ban társtulajdonosa lett egy Toyota-kereskedésnek, amelynek neve Damian Lillard Toyota és McMinnvilleben (Oregon) található.
2021 januárjában megszületett második és harmadik gyereke Kali és Kalii.
2024-ben Lillard és felesége Hanson elváltak.

## Díjak

### NBA
- NBA-Kupa-győztes (2024)
- 8× NBA All Star (2014, 2015, 2018, 2019, 2020, 2021, 2023, 2024)
- All-NBA Első csapat (2018)
- 4× All-NBA Második csapat (2016, 2019, 2020, 2021)
- 2× All-NBA Harmadik csapat (2014, 2023)
- NBA-buborék MVP (2020)
- NBA Az év újonca (2013)
- NBA Első újonc csapat (2013)
- NBA Rising Star (2012, 2013)
- 2× NBA Skills Challenge-bajnok (2013, 2014)
- Az első játékos, aki az All Star-hétvége öt eseményén is szerepelt (2014: Rising Stars Challenge: Dunk Contest, 3-point Contest, Skills Challenge winner, All Star-gála)
- Az NBA 75. évfordulójának csapata tagja

### Egyetem
- AP All-American Harmadik csapat (2012)
- NABC All-American Harmadik csapat (2012)
- 2× Big Sky Az év játékosa a főcsoportban(2010, 2012)
- 3× All-Big Sky Első csapat (2009, 2010, 2012)
- 2× Big Sky All-Tournament Csapat (2010, 2012)
- Big Sky Az év elsőévese (2009)

### Visszavonultatott mezszámok
- Weber State: 1

## Diszkográfia

### Stúdióalbumok
| Cím                                  | Részletek                                                                                 | Slágerlisták | Slágerlisták | Slágerlisták |
| Cím                                  | Részletek                                                                                 | US           | US Indie     | US R&B/HH    |
| ------------------------------------ | ----------------------------------------------------------------------------------------- | ------------ | ------------ | ------------ |
| The Letter O                         | - Megjelent: 2016. október 21. - Kiadó: Front Page Music - Formátum: digitális letöltés   | 119          | 13           | 7            |
| Confirmed                            | - Megjelent: 2017. október 6. - Kiadó: Front Page Music - Formátum: digitális letöltés    | —            | 18           | —            |
| Big D.O.L.L.A.                       | - Megjelent: 2019. augusztus 9. - Kiadó: Front Page Music - Formátum: digitális letöltés  | —            | 12           | —            |
| Different on Levels the Lord Allowed | - Megjelent: 2021. augusztus 20. - Kiadó: Front Page Music - Formátum: digitális letöltés | —            | —            | —            |

### Kislemezek

#### Fő előadóként
| Cím                                                  | Év   | Album                  |
| ---------------------------------------------------- | ---- | ---------------------- |
| Bigger Than Us (Paul Rey közreműködésével)           | 2015 | nem jelent meg albumon |
| Run It Up (Lil Wayne közreműködésével)               | 2017 | Confirmed              |
| Shot Clock (Dupre közreműködésével)                  | 2017 | nem jelent meg albumon |
| Bossed Up                                            | 2017 | nem jelent meg albumon |
| Reign Reign Go Away                                  | 2019 | nem jelent meg albumon |
| Blacklist                                            | 2020 | nem jelent meg albumon |
| Goat Spirit (Raphael Saadiq közreműködésével)        | 2020 | nem jelent meg albumon |
| Home Team (Dreebo közreműködésével)                  | 2020 | nem jelent meg albumon |
| Kobe (Snoop Dogg és Derrick Milano közreműködésével) | 2020 | nem jelent meg albumon |

#### Közreműködőként
| Cím                                                                               | Év   | Album                  |
| --------------------------------------------------------------------------------- | ---- | ---------------------- |
| I Wish I Could Tell You (Brookfield Duece; Dame D.O.L.L.A. közreműködésével)      | 2015 | nem jelent meg albumon |
| The Thesis (Wynne; Vursatyl, Illmac, KayelaJ és Dame D.O.L.L.A. közreműködésével) | 2019 | If I May...            |
| Tappin Out (Cool Nutz; Dame D.O.L.L.A. és Drae Steves közreműködésével)           | 2020 | Father of Max          |
| We The Future (Miles Brown; Dame D.O.L.L.A. közreműködésével)                     | 2020 | nem jelent meg albumon |
| Day 0 (Mirror; Dame D.O.L.L.A. közreműködésével)                                  | 2024 | nem jelent meg albumon |